# Finlandia ai Giochi della XXX Olimpiade
La Finlandia ha partecipato ai Giochi della XXX Olimpiade di Londra, che si sono svolti dal 27 luglio al 12 agosto 2012, con una delegazione composta da 55 atleti.
La portabandiera della cerimonia di apertura è stata la nuotatrice Hanna-Maria Seppälä, mentre quello della cerimonia di chiusura è stato il tiratore di giavellotto Antti Ruuskanen.

## Medagliere

### Medaglie d'argento
| Medaglia | Nome         | Sport | Evento             |
| -------- | ------------ | ----- | ------------------ |
| Argento  | Tuuli Petäjä | Vela  | Windsurf femminile |

### Medaglie di bronzo
| Medaglia | Nome                                       | Sport            | Evento                 |
| -------- | ------------------------------------------ | ---------------- | ---------------------- |
| Bronzo   | Silja Kanerva Silja Lehtinen Mikaela Wulff | Vela             | Elliott 6m             |
| Bronzo   | Antti Ruuskanen                            | Atletica leggera | Lancio del giavellotto |

## Atletica leggera
| Atleta           | Gara         | Batterie | Batterie | Quarti | Quarti | Semifinali | Semifinali | Finale          | Finale          |
| Atleta           | Gara         | Tempo    | Pos.     | Tempo  | Pos.   | Tempo      | Pos.       | Tempo           | Pos.            |
| ---------------- | ------------ | -------- | -------- | ------ | ------ | ---------- | ---------- | --------------- | --------------- |
| Jonathan Åstrand | 200 m        | 20"73    | 5        |        |        |            |            | Non qualificato | Non qualificato |
| Antti Kempas     | 50 km marcia |          |          |        |        |            |            | 4:01'50"        | 41              |
| Jukka Keskisalo  | 3000 m siepi | 8:29'13" | 4 Q      |        |        |            |            | DNF             | DNF             |
| Jarkko Kinnunen  | 50 km marcia |          |          |        |        |            |            | 3:46'25"        | 15              |
| Niclas Sandells  | 1500 m       | 3:42'67" | 11       |        |        |            |            | Non qualificato | Non qualificato |
| Jussi Utriainen  | Maratona     |          |          |        |        |            |            | 2:26'25"        | 69              |

Eventi concorsi
| Atleta          | Evento                 | Qualificazioni | Qualificazioni | Finale          | Finale          |
| Atleta          | Evento                 | Misura         | Posizione      | Misura          | Posizione       |
| --------------- | ---------------------- | -------------- | -------------- | --------------- | --------------- |
| Jere Bergius    | Salto con l'asta       | NM             | -              | Non qualificato | Non qualificato |
| Ari Mannio      | Lancio del giavellotto | 81,99          | 8 q            | 78,60           | 11              |
| Tero Pitkämäki  | Lancio del giavellotto | 83,01          | 3 Q            | 82,80           | 5               |
| Antti Ruuskanen | Lancio del giavellotto | 81,74          | 11 q           | 84,12           |                 |
| David Söderberg | Lancio del martello    | 71,76          | 26             | Non qualificato | Non qualificato |
| Osku Torro      | Salto in alto          | 2,21           | 16             | Non qualificato | Non qualificato |

### Donne
Corse, gare femminili
| Sandra Eriksson  | 3000 m siepi | 9:50'71" | 8 |  |  |  |  | Non qualificata | Non qualificata |
| Anne Halkivaha   | 20 km marcia |          |   |  |  |  |  | 1:38'49"        | 54              |
| Leena Puotiniemi | maratona     |          |   |  |  |  |  | 2:42'01"        | 87              |

Eventi concorsi
| Atleta          | Evento                 | Qualificazioni | Qualificazioni | Finale          | Finale          |
| Atleta          | Evento                 | Misura         | Posizione      | Misura          | Posizione       |
| --------------- | ---------------------- | -------------- | -------------- | --------------- | --------------- |
| Minna Nikkanen  | Salto con l'asta       | 4,25           | =26            | Non qualificata | Non qualificata |
| Sanni Utriainen | Lancio del giavellotto | NM             | -              | Non qualificata | Non qualificata |

## Badminton
Maschile
| Atleta     | Evento  | Girone                       | Girone               | Girone     | Ottavi di Finale     | Quarti di Finale     | Semifinale           | Finale               | Finale          |
| Atleta     | Evento  | Avversario Punteggio         | Avversario Punteggio | Classifica | Avversario Punteggio | Avversario Punteggio | Avversario Punteggio | Avversario Punteggio | Classifica      |
| ---------- | ------- | ---------------------------- | -------------------- | ---------- | -------------------- | -------------------- | -------------------- | -------------------- | --------------- |
| Ville Lång | Singolo | Chong Wei P 8-21 21-14 11-21 |                      | 2          | Non qualificato      | Non qualificato      | Non qualificato      | Non qualificato      | Non qualificato |

Femminile
| Atleta       | Evento  | Girone                | Girone                 | Girone     | Ottavi di Finale     | Quarti di Finale     | Semifinale           | Finale               | Finale          |
| Atleta       | Evento  | Avversario Punteggio  | Avversario Punteggio   | Classifica | Avversario Punteggio | Avversario Punteggio | Avversario Punteggio | Avversario Punteggio | Classifica      |
| ------------ | ------- | --------------------- | ---------------------- | ---------- | -------------------- | -------------------- | -------------------- | -------------------- | --------------- |
| Anu Nieminen | Singolo | Montero V 21-12 21-18 | Tzu-ying P 11–21 14–21 | 2          | Non qualificata      | Non qualificata      | Non qualificata      | Non qualificata      | Non qualificata |

## Canoa Kayak

### Velocità
Femminile
| Atleta         | Evento    | Batterie | Batterie   | Semifinali | Semifinali | Finale   | Finale     |
| Atleta         | Evento    | Tempo    | Classifica | Tempo      | Classifica | Tempo    | Classifica |
| -------------- | --------- | -------- | ---------- | ---------- | ---------- | -------- | ---------- |
| Jenni Honkanen | K-1 200 m | 42.656   | 3 Q        | 41.859     | 4 FB       | 44.643   | 9          |
| Anne Rikala    | K-1 500 m | 1:52.641 | 1 Q        | 1:51.852   | 3 FA       | 1:54.333 | 8          |

## Ciclismo

### Ciclismo su strada
Maschile
| Atleta          | Evento                  | Tempo   | Classifica |
| --------------- | ----------------------- | ------- | ---------- |
| Jussi Veikkanen | Corsa in linea maschile | 5:46:37 | 65         |

Femminile
| Atleta        | Evento                   | Tempo    | Classifica |
| ------------- | ------------------------ | -------- | ---------- |
| Pia Sundstedt | Corsa in linea femminile | 3:35:56  | 20         |
| Pia Sundstedt | Cronometro femminile     | 40:01:69 | 11         |

## Equitazione
Dressage
| Atleta        | Cavallo     | Evento      | Grand Prix | Grand Prix | Grand Prix Special | Grand Prix Special | Grand Prix Freestyle | Grand Prix Freestyle | Totale          | Totale          |                 |
| Atleta        | Cavallo     | Evento      | Punteggio  | Classifica | Punteggio          | Classifica         | Tecnico              | Artistico            | Punteggio       | Classifica      |                 |
| ------------- | ----------- | ----------- | ---------- | ---------- | ------------------ | ------------------ | -------------------- | -------------------- | --------------- | --------------- | --------------- |
| Emma Kanerva  | Sini Spirit | Individuale | 70.395     | 29 Q       | 71.889             | 22 R               |                      | Non qualificata      | Non qualificata | Non qualificata | Non qualificata |
| Mikaela Lindh | Mas Guapo   | Individuale | 70.729     | 26 Q       | 69.016             | 30                 |                      | Non qualificata      | Non qualificata | Non qualificata | Non qualificata |

## Ginnastica

### Ginnastica artistica
Femminile
| Atlete         | Evento               | Attrezzo  | Attrezzo     | Attrezzo               | Attrezzo | Qualificazione | Qualificazione | Finale          | Finale          |
| Atlete         | Evento               | Volteggio | Corpo libero | Parallele asimmetriche | Trave    | Totale         | Classifica     | Totale          | Classifica      |
| -------------- | -------------------- | --------- | ------------ | ---------------------- | -------- | -------------- | -------------- | --------------- | --------------- |
| Annika Urvikko | Concorso individuale | 12.416    | 13.200       | 10.933                 | 12.266   | 48.815         | 55             | Non qualificata | Non qualificata |

## Judo
Maschile
| Atleta           | Evento | 32-esimi               | 16-esimi               | Ottavi               | Quarti di finale     | Semifinali           | 1º Turno ripescaggi  | 2º Turno ripescaggi  | Finale               | Finale          |
| Atleta           | Evento | Avversario Risultato   | Avversario Risultato   | Avversario Risultato | Avversario Risultato | Avversario Risultato | Avversario Risultato | Avversario Risultato | Avversario Risultato | Classifica      |
| ---------------- | ------ | ---------------------- | ---------------------- | -------------------- | -------------------- | -------------------- | -------------------- | -------------------- | -------------------- | --------------- |
| Valtteri Jokinen | −60 kg | Moudatir V (0100–0000) | Choi G H P (0000–0010) | Non qualificato      | Non qualificato      | Non qualificato      | Non qualificato      | Non qualificato      | Non qualificato      | Non qualificato |

Femminile
| Atleta         | Evento | 32-esimi                 | 16-esimi             | Ottavi               | Quarti di finale     | Semifinali           | 1º Turno ripescaggi  | 2º Turno ripescaggi  | Finale               | Finale          |
| Atleta         | Evento | Avversario Risultato     | Avversario Risultato | Avversario Risultato | Avversario Risultato | Avversario Risultato | Avversario Risultato | Avversario Risultato | Avversario Risultato | Classifica      |
| -------------- | ------ | ------------------------ | -------------------- | -------------------- | -------------------- | -------------------- | -------------------- | -------------------- | -------------------- | --------------- |
| Jaana Sundberg | −52 kg | Kelmendi P (0001–0110)   | Non qualificata      | Non qualificata      | Non qualificata      | Non qualificata      | Non qualificata      | Non qualificata      | Non qualificata      | Non qualificata |
| Johanna Ylinen | −63 kg | Mönkhzayaa P (0000–1000) | Non qualificata      | Non qualificata      | Non qualificata      | Non qualificata      | Non qualificata      | Non qualificata      | Non qualificata      | Non qualificata |

## Lotta
Greco-Romana
| Atleta            | Evento | Qualificazione       | Ottavi                 | Quarti               | Semifinale           | Ripescaggio Turno 1  | Ripescaggio Turno 2  | Finale               | Classifica      |
| Atleta            | Evento | Avversario Risultato | Avversario Risultato   | Avversario Risultato | Avversario Risultato | Avversario Risultato | Avversario Risultato | Avversario Risultato | Classifica      |
| ----------------- | ------ | -------------------- | ---------------------- | -------------------- | -------------------- | -------------------- | -------------------- | -------------------- | --------------- |
| Jarkko Ala-Huikku | −60 kg | -                    | Tarik Belmadani P 0-3  | Non qualificato      | Non qualificato      | Non qualificato      | Non qualificato      | Non qualificato      | Non qualificato |
| Rami Hietaniemi   | −84 kg | -                    | Mélonin Noumonvi P 0-3 | Non qualificato      | Non qualificato      | Non qualificato      | Non qualificato      | Non qualificato      | Non qualificato |

## Nuoto e sport acquatici

### Nuoto
Maschile
| Atleta              | Evento              | Batteria | Batteria   | Semifinale      | Semifinale      | Finale          | Finale          |
| Atleta              | Evento              | Tempo    | Classifica | Tempo           | Classifica      | Tempo           | Classifica      |
| ------------------- | ------------------- | -------- | ---------- | --------------- | --------------- | --------------- | --------------- |
| Matias Koski        | 200 m stile libero  | 1:49.84  | 31         | Non qualificato | Non qualificato | Non qualificato | Non qualificato |
| Matias Koski        | 400 m stile libero  | 3:54.96  | 22         | Non qualificato | Non qualificato | Non qualificato | Non qualificato |
| Matias Koski        | 1500 m stile libero | 15:34.80 | 27         | Non qualificato | Non qualificato | Non qualificato | Non qualificato |
| Ari-Pekka Liukkonen | 50 m stile libero   | 22.57    | 25         | Non qualificato | Non qualificato | Non qualificato | Non qualificato |
| Matti Mattsson      | 200 m rana          | 2:11.81  | 17         | Non qualificato | Non qualificato | Non qualificato | Non qualificato |

Femminile
| Atleta              | Evento             | Batterie | Batterie   | Semifinali      | Semifinali      | Finale          | Finale          |
| Atleta              | Evento             | Tempo    | Classifica | Tempo           | Classifica      | Tempo           | Classifica      |
| ------------------- | ------------------ | -------- | ---------- | --------------- | --------------- | --------------- | --------------- |
| Jenna Laukkanen     | 100 m rana         | 1:09.92  | 34         | Non qualificata | Non qualificata | Non qualificata | Non qualificata |
| Jenna Laukkanen     | 200 m rana         | 2:31.23  | 32         | Non qualificata | Non qualificata | Non qualificata | Non qualificata |
| Noora Laukkanen     | 400 m misti        | 4:53.54  | 33         | Non qualificata | Non qualificata | Non qualificata | Non qualificata |
| Emilia Pikkarainen  | 100 m farfalla     | 59.55    | 29         | Non qualificata | Non qualificata | Non qualificata | Non qualificata |
| Emilia Pikkarainen  | 200 m farfalla     | 2:13.81  | 27         | Non qualificata | Non qualificata | Non qualificata | Non qualificata |
| Emilia Pikkarainen  | 200 m misti        | 2:17.66  | 33         | Non qualificata | Non qualificata | Non qualificata | Non qualificata |
| Hanna-Maria Seppälä | 50 m stile libero  | 25.55    | 26         | Non qualificata | Non qualificata | Non qualificata | Non qualificata |
| Hanna-Maria Seppälä | 100 m stile libero | 54.93    | 18         | Non qualificata | Non qualificata | Non qualificata | Non qualificata |
| Hanna-Maria Seppälä | 200 m stile libero | 2:04.21  | 33         | Non qualificata | Non qualificata | Non qualificata | Non qualificata |

## Sollevamento pesi
Maschile
| Atleta            | Evento | Strappo   | Strappo    | Slancio   | Slancio    | Totale | Classifica |
| Atleta            | Evento | Risultato | Classifica | Risultato | Classifica | Totale | Classifica |
| ----------------- | ------ | --------- | ---------- | --------- | ---------- | ------ | ---------- |
| Miika Antti-Roiko | -94 kg | 140 kg    | =17º       | 180 kg    | =17º       | 320 kg | 19º        |

## Taekwondo
Femminile
| Atleta        | Evento | Ottavi                | Quarti               | Semifinale           | Ripescaggio Turno 1  | Ripescaggio Turno 2  | Finale                | Classifica |
| Atleta        | Evento | Avversario Risultato  | Avversario Risultato | Avversario Risultato | Avversario Risultato | Avversario Risultato | Avversario Risultato  | Classifica |
| ------------- | ------ | --------------------- | -------------------- | -------------------- | -------------------- | -------------------- | --------------------- | ---------- |
| Suvi Mikkonen | −57 kg | Bineta Diedhiou V 9-6 | Hou Yuzhuo P 2-7     | Non qualificata      |                      | Diana López V 9-4    | Tseng Li-cheng P 2-14 | 5          |

## Tennis
Maschile
| Atleta          | Evento  | 64-esimi         | 64-esimi  | 32-esimi    | 32-esimi  | 16-esimi        | 16-esimi        | Quarti di finale | Quarti di finale | Semifinali      | Semifinali      | Finale          | Finale          | Classifica      |
| Atleta          | Evento  | Avver.           | Punt.     | Avver.      | Punt.     | Avver.          | Punt.           | Avver.           | Punt.            | Avver.          | Punt.           | Avver.          | Punt.           | Classifica      |
| --------------- | ------- | ---------------- | --------- | ----------- | --------- | --------------- | --------------- | ---------------- | ---------------- | --------------- | --------------- | --------------- | --------------- | --------------- |
| Jarkko Nieminen | Singolo | Somdev Devvarman | V 6-3 6-1 | Andy Murray | P 2-6 4-6 | Non qualificato | Non qualificato | Non qualificato  | Non qualificato  | Non qualificato | Non qualificato | Non qualificato | Non qualificato | Non qualificato |

## Tiro a segno/volo
Maschile
| Atleta       | Evento                     | Qualificazione | Qualificazione | Finale          | Finale          |
| Atleta       | Evento                     | Punteggio      | Classifica     | Punteggio       | Classifica      |
| ------------ | -------------------------- | -------------- | -------------- | --------------- | --------------- |
| Kai Jahnsson | Pistola 10m aria compressa | 583            | 7 Q            | 96.1            | 8               |
| Kai Jahnsson | Pistola 50m                | 552            | 26             | Non qualificato | Non qualificato |

Femminile
| Atleta              | Evento                      | Qualificazione | Qualificazione | Finale          | Finale          |
| Atleta              | Evento                      | Punteggio      | Classifica     | Punteggio       | Classifica      |
| ------------------- | --------------------------- | -------------- | -------------- | --------------- | --------------- |
| Satu Mäkelä-Nummela | Trap                        | 70             | 7              | Non qualificata | Non qualificata |
| Mira Suhonen        | Pistola 10m aria compressa  | 377            | 32             | Non qualificata | Non qualificata |
| Marjo Yli-Kiikka    | Carabina 50m 3 posizioni    | 578            | 23             | Non qualificata | Non qualificata |
| Marjo Yli-Kiikka    | Carabina 10m aria compressa | 365            | 16             | Non qualificata | Non qualificata |

## Vela
Maschile
| Atleta                          | Evento | Regata | Regata | Regata | Regata | Regata | Regata | Regata | Regata | Regata | Regata | Regata | Punteggio Netto | Classifica |
| Atleta                          | Evento | 1      | 2      | 3      | 4      | 5      | 6      | 7      | 8      | 9      | 10     | M      | Punteggio Netto | Classifica |
| ------------------------------- | ------ | ------ | ------ | ------ | ------ | ------ | ------ | ------ | ------ | ------ | ------ | ------ | --------------- | ---------- |
| Mattias Lindfors                | Laser  | 25     | 28     | 23     | 30     | 36     | 22     | 20     | 42     | 39     | 40     | EL     | 263             | 33         |
| Tapio Nirkko                    | Finn   | 11     | 13     | 8      | 5      | 3      | 12     | 4      | 5      | 15     | 17     | 16     | 92              | 10         |
| Joonas Lindgren Niklas Lindgren | 470    | 22     | 19     | 22     | 17     | 12     | 15     | 26     | 21     | 21     | 18     | EL     | 167             | 21         |

Femminile
| Atlete       | Evento       | Regata | Regata | Regata | Regata | Regata | Regata | Regata | Regata | Regata | Regata | Regata | Punteggio Netto | Classifica |
| Atlete       | Evento       | 1      | 2      | 3      | 4      | 5      | 6      | 7      | 8      | 9      | 10     | M      | Punteggio Netto | Classifica |
| ------------ | ------------ | ------ | ------ | ------ | ------ | ------ | ------ | ------ | ------ | ------ | ------ | ------ | --------------- | ---------- |
| Tuuli Petäjä | RS:X         | 8      | 7      | 3      | 4      | 4      | 4      | 8      | 2      | 5      | 1      | 4      | 46              |            |
| Sari Multala | Laser Radial | 4      | 6      | 15     | 4      | 19     | 21     | 3      | 2      | 16     | 5      | 20     | 94              | 7          |

| Atlete                                     | Evento     | Round Robin          | Round Robin           | Round Robin       | Round Robin            | Round Robin            | Round Robin            | Round Robin       | Round Robin          | Round Robin       | Round Robin              | Round Robin        | Classifica | Knockouts | Knockouts | Knockouts | Classifica |
| Atlete                                     | Evento     | Australia (bandiera) | Portogallo (bandiera) | Svezia (bandiera) | Paesi Bassi (bandiera) | Stati Uniti (bandiera) | Regno Unito (bandiera) | Spagna (bandiera) | Danimarca (bandiera) | Russia (bandiera) | Nuova Zelanda (bandiera) | Francia (bandiera) | Classifica | Quarti    | Semi      | Finale    | Classifica |
| ------------------------------------------ | ---------- | -------------------- | --------------------- | ----------------- | ---------------------- | ---------------------- | ---------------------- | ----------------- | -------------------- | ----------------- | ------------------------ | ------------------ | ---------- | --------- | --------- | --------- | ---------- |
| Silja Kanerva Silja Lehtinen Mikaela Wulff | Elliott 6m | P                    | V                     | V                 | P                      | P                      | P                      | V                 | V                    | P                 | V                        | V                  | 5 Q        | V (3–1)   | P (1–2)   | V (3–1)   |            |

Misti
| Atleti                    | Evento | Regate | Regate | Regate | Regate | Regate | Regate | Regate | Regate | Regate | Regate | Regate | Regate | Regate | Regate | Regate | Regate | Punteggio Netto | Classifica |
| Atleti                    | Evento | 1      | 2      | 3      | 4      | 5      | 6      | 7      | 8      | 9      | 10     | 11     | 12     | 13     | 14     | 15     | M      | Punteggio Netto | Classifica |
| ------------------------- | ------ | ------ | ------ | ------ | ------ | ------ | ------ | ------ | ------ | ------ | ------ | ------ | ------ | ------ | ------ | ------ | ------ | --------------- | ---------- |
| Kalle Bask Lauri Lehtinen | 49er   | 19     | 18     | 4      | 11     | 6      | 8      | 2      | 2      | 1      | 11     | 3      | 11     | 15     | 11     | 3      | 20     | 129             | 7          |